# Geokichla leucolaema
El zorzal de Enggano (Geokichla leucolaema) es una especie de ave paseriforme de la familia Turdidae endémica de la isla de Enggano, al suroeste de Sumatra y perteneciente a Indonesia. Tradicionalmente se incluía en la especie del zorzal coronicastaño (Geokichla interpres), pero ahora se consideran dos especies separadas.

## Descripción
El zorzal Enggano presenta una amplia mancha de color castaño rojizo en la parte superior de la cabeza que se extiende hasta el cuello y parte superior del manto. Su rostro es negruzco. Tiene la espalda parda olivácea, su pecho es negro y su vientre blanco. Sus flancos son de color castaño. 
El zorzal coronicastaño es similar, pero tiene la espalda negruzca y presenta siempre manchas blancas en el lorum y tras el ojo, mientras que el zorzal de Enggano o no las presenta o las tiene más pequeñas. Además el zorzal coronicastaño presenta un moteado negro en la parte superior del vientre, mientras que el de Enggano presenta solo algunas motas en la transición con el pecho.